# Diou, Indre

Diou este o comună în departamentul Indre, Franța. În 1 ianuarie 2022 avea o populație de 259 de locuitori.